# 横浜市立神橋小学校
横浜市立神橋小学校（よこはましりつかみはししょうがっこう）とは、神奈川県横浜市神奈川区六角橋にある公立小学校。

## 概要
横浜上麻生道路から少し細道に入ったところに位置する。
過去には、横浜市立六角橋中学校が当校の施設を間借りしていた時期もあった。

## 沿革
- 1886年12月 - 城郷村立岸根小学校の分教場として開校。
- 1900年5月 - 校章制定。
- 1920年11月 - 城郷村立城郷尋常高等小学校に統合。
- 1927年4月 - 城郷村の横浜市への編入に伴い、横浜市立神橋小学校として分離。
- 1929年3月 - 現在地に校舎が落成。
- 1939年4月 - 高等科を設置。横浜市立神橋尋常高等小学校に改称。
- 1941年4月 - 横浜市立神橋国民学校に改称。
- 1945年5月 - 戦局の悪化により、湘南国民学校に疎開[1]。
- 1947年4月 - 現校名に改称。
- 1957年10月 - 斎藤分町に分校を設置。
- 1958年4月2日 - 斎藤分町の分校が斎藤分小学校として分離。
- 1959年5月6日 - 神大寺に分校を設置。
- 1961年
  - 1月1日 - 篠原小学校が分離。
  - 5月1日 - 神大寺の分校が神大寺小学校として分離。

## 通学区域
神橋小学校の通学区域には以下の区域が指定されている。
- 神奈川区
  - 六角橋一丁目、二丁目、五丁目、六丁目
  - 六角橋四丁目1番から3番まで
- 港北区
  - 篠原西町

## 周辺施設
- 交通安全センター
- 六角橋公園プール
- 六角橋中学校
- 岸根公園

## 進学先中学校
- 横浜市立六角橋中学校

## 交通
- 東急東横線白楽駅から徒歩10分
- 横浜市営地下鉄ブルーライン岸根公園駅から徒歩15分
- 横浜市営バス38・39系統神橋小学校前停留所から徒歩3分